# یواس‌اس سیلم (سی‌ام-۱۱)
یواس‌اس سیلم (سی‌ام-۱۱) (به انگلیسی: USS Salem (CM-11)) یک کشتی بود که طول آن ۳۵۰ فوت (۱۱۰ متر) بود. این کشتی در سال ۱۹۱۶ ساخته شد.